# Maga Patalójika
Maga Patalójika (Magica De Spell, no original em inglês) é uma personagem fictícia do universo de Patópolis, criada por Carl Barks. É uma bruxa que constantemente tenta roubar a Moeda Número 1 de Tio Patinhas, a qual, segundo a Maga, terá uma importância vital para conduzi-la à mesma riqueza fabulosa de seu proprietário.

## Características da personagem
A feiticeira apareceu pela primeira vez em “The Midas Touch” (Toque de Midas, em português), publicada em dezembro de 1961, como uma nova antagonista para Patinhas além dos Irmãos Metralha e de Pãoduro Mac Mônei. Mas seu conceito se afasta do clichê da velha decrépita geralmente associado às bruxas. Barks inspirou-se na aparência da atriz italiana Sophia Loren, e também a tornou sedutora, imoral e um tanto ameaçadora.  Em entrevista, Barks identificou Mortícia Addams, personagem similar das tiras de Charles Addams, como outra fonte da inspiração para Maga. Malévola, a bruxa má da Bela Adormecida no longa-metragem de Walt Disney (lançado em 29 de janeiro de 1959), foi sugerida como uma terceira fonte de inspiração. Entretanto, a inspiração de Barks para os atos de Maga é assumidamente a feiticeira Circe.
Maga vive na subida do Vesúvio, perto de Nápoles, Itália, onde a feiticeira nasceu em 1908. Sua motivação preliminar é roubar a moeda número 1 do Tio Patinhas e derretê-la nas lavas do Vesúvio, fazendo um poderoso amuleto mágico, que lhe dará o Toque de Midas.
Ela tem dois corvos falantes de estimação, Laércio e Perácio, que as vezes dão ideias para algum feitiço, tomam notas de alguma poção ou até espionam alguma vítima, a mando da bruxa.
Muitas vezes, Maga faz parcerias desastradas com os Irmãos Metralha ou com sua melhor amiga Madame Min (lançada no longa-metragem A Espada Era a Lei). Outra parceira frequente é sua sobrinha Magali, que pode ser tanto uma colega de brincadeiras quanto uma pedra no sapato de Huguinho, Zezinho e Luisinho, dependendo da história.
O desenhista argentino Daniel Branca se especializou em desenhar histórias da conhecida bruxa.

## Poderes e habilidades
Maga Patalojika é uma bruxa incrivelmente poderosa, possuindo vários poderes mágicos como:
- A habilidade de se teleportar a várias léguas de distância;
- A capacidade de voar numa vassoura mágica;
- O poder de criar e transmutar matéria a nível submolecular;
- A facilidade de gerar correntes elétricas com muita força;
- A capacidade de se transformar em qualquer tipo de criatura que queira ser.

## Nomes em outros idiomas
- Alemão: Gundel Gaukeley
- Árabe: الساحرة سونيا
- Búlgaro: Madjika de Spel (Маджика де Спел)
- Chinês: 玛奇卡 女巫, 瑪奇卡
- Croata: Magika Vračarić
- Dinamarquês: Hexia de Trick
- Espanhol:  Maga Pata  Mágica  Mágica la hechicera
- Estoniano: Milla Maagia
- Finlandês: Milla Magia
- Francês: Miss Tick
- Grego: Μάτζικα ντε Σπελ
- Holandês: Zwarte Magica
- Inglês: Magica De Spell
- Islandês: Hexía de Trix
- Italiano: Amelia
- Japonês: マジカ デ スペル
- Lituano: Magika Keryčia
- Norueguês: Magica fra Tryll
- Polonês: Magika De Czar
- Russo: Magika de Gipnoz (Магика де Гипноз)
- Sérvio: Maga Vračević
- Sueco: Magica de Hex
- Tcheco: Magica von Čáry

## Outras mídias

### Televisão
- Maga foi personagem semirregular no série animada DuckTales, interpretada por June Foray.
- Maga faz uma aparição no episódio "In Like Blunt" de Darkwing Duck junto com os Irmãos Metralha e Mac Mônei.
- No reboot de DuckTales lançado em 2017, ela faz uma breve aparição sem falas em silhueta no final de "The Beagle Birthday Massacre", onde é revelado que ela é a tia do novo personagem Lena, uma nova amiga de Patrícia. Em "Terror of the Terra-firmians". Nessa versão, tem a voz de Catherine Tate, ex-integrante da série Doctor Who.